# Asyut (guvernement)
Asyut (arabisk: اسيوط ) er et guvernement i den sydlige del af Egypten som ligger langs en strækning af Nilen. Det har en befolkning på 3.701.392 og et areal på 1.552 km2; hovedstaden er Asyut, og andre større byer er Abu Tij og Manfalut.
I området ligger et gravfelt fra det gamle Egypten ved landsbyen Meir, og i klosteret i Durunka er et pilgrimssted for mange koptere.

## Eksterne kilder og henvisninger
1. ↑  Statistik

27°10′N 31°11′Ø / 27.167°N 31.183°Ø